# Pop Trash
Albums de Duran Duran
Strange Behaviour
(1999) Singles Box Set 1981–1985
(2004)
Singles
1. Someone Else Not Me
Sortie : avril 2000
2. Playing with Uranium
Sortie : 2000 (Italie uniquement)
3. Last Day On Earth
Sortie : 2000 (Japon uniquement)

Pop Trash est le 10e album studio de Duran Duran, sorti en 2000. C'est le premier album du groupe depuis qu'il a quitté Capitol Records/EMI. Cet album sera le seul que Duran Duran sortira sur le label Hollywood Records, une division de The Walt Disney Company. Déçus de la promotion mise en place par le label, ils le quitteront et resteront sans contrat pendant 4 ans.

## Historique
Après avoir été renvoyé par EMI puis par Capitol, Duran Duran se retrouve sans label. Le groupe signera finalement pour trois albums chez Hollywood Records, filiale de The Walt Disney Company.
Le titre de travail de cet album est Hallucinating Elvis. Ce nom a été trouvé par Simon Le Bon qui, arrivant au studio, dit qu'il se sent comme un Elvis halluciné et que le « King » a pris contrôle de son subconscient. Finalement, en septembre 1999, le titre Pop Trash (« pop jetable ») est officialisé. Le groupe expliquera plus tard le sens du titre :

« En vingt ans, on a pris quelques coups. Et on est arrivés à cette conclusion : “On va dire que c'est à jeter, avant qu'ils ne le fassent.” Quand on a débuté, on a fait une interview pour un journal nommé NME. À la fin de l'article, ils ont écrit : “Profitez-en bien parce que les Duran Duran sont le summum de la pop jetable, ils ne seront plus là l'année prochaine.” Il y a aussi l'autre aspect de Pop Trash, qui est la “pop jetable” en tant qu'élément constitutif de la culture. Nous vivons dans un monde où l'art et le mercantilisme se confondent. [...] Et ça donne cette sorte d'art commercialisé, jetable, superflu. »

— Interview du groupe par Lyndsey Parker pour le site Lauch.com, 10 mars 2000
Warren Cuccurullo a écrit la musique de Starting to Remember juste après la mort de son père. Par ailleurs, Pop Trash Movie avait d'abord été écrite pour Blondie par TV Mania (Warren Cuccurullo et Nick Rhodes).
Le premier single, Someone Else Not Me, sort en avril 2000. Malgré une 26e place en Italie, il ne se classe que 53e au Royaume-Uni et n'est même pas sorti aux États-Unis. En raison du peu de succès du single, Hollywood Records refusera d'en sortir un deuxième.
Warren Cucurullo, qui joue ici de la guitare et de la basse, quittera le groupe à la suite de cet album. Duran Duran retrouvera sa formation d'origine pour l'album suivant, Astronaut en 2004.

## Critique
Les critiques n'ont pas été unanimes envers cet album. Rob Sheffield de Rolling Stone déclare notamment que cet album porte mal son nom car la pop n'y est pas très « trash » et que cet album s'adresse seulement aux fans du groupe. Echo-vedettes, un périodique du Québec a quant à lui bien aimé l'album en déclarant que c'était le meilleur depuis Seven and the Ragged Tiger, rappelant ainsi les sonorités des débuts.

## Liste des titres
1. Someone Else Not Me – 4:48
2. Lava Lamp – 3:54
3. Playing with Uranium – 3:51
4. Hallucinating Elvis – 5:26
5. Starting to Remember – 2:38
6. Pop Trash Movie – 4:54
7. Fragment – 0:49
8. Mars Meets Venus – 3:07
9. Lady Xanax – 4:53
10. The Sun Doesn't Shine Forever – 4:51
11. Kiss Goodbye – 0:41
12. Last Day on Earth – 4:27

Titres bonus plusieurs titres ont été rajoutés dans certains pays
1. Un Autre Que Moi (Someone Else Not Me en français) – 4:19
2. Alguien Más Que No Soy Yo (Someone Else Not Me en espagnol) – 4:16
3. Prototypes – 6:17

## Crédits
Duran Duran
- Simon Le Bon : chant principal
- Nick Rhodes : clavier
- Warren Cuccurullo : guitare, basse

Autres
- David Campbell : arrangements des cordes
- Sally Boyden : chœurs
- Olivier Vieser : guitare
- Ariane Sherine : piano (6, 10)
- John Tonks : batterie, percussions électronique
- Steve Alexander : batterie
- Gregg Bissonette : batterie
- Luis Conte : percussions

## Classements
| Classements / pays            | Meilleure position |
| ----------------------------- | ------------------ |
| Allemagne (Media Control AG)  | 80                 |
| Royaume-Uni (UK Albums Chart) | 53                 |
| États-Unis (Billboard 200)    | 135                |